# Zimmer 212 – In einer magischen Nacht
Zimmer 212 – In einer magischen Nacht ist eine Filmkomödie mit fantastischen Elementen von Christophe Honoré aus dem Jahr 2019. Er entstand in französisch-belgisch-luxemburgischer Koproduktion.

## Handlung
Maria ist als Jura-Dozentin an der Universität tätig und hat gerade eine mehrmonatige Beziehung zu Student Asdrubal beendet. Sie ist seit 25 Jahren mit Richard verheiratet, doch ist ihrer Beziehung jede Würze verloren gegangen. Richard erfährt von ihrer Affäre mit Asdrubal und reagiert frustriert, während sie kein Problem mit gelegentlichem Fremdgehen hat. Als er sich zurückzieht, um die gesamte Situation zu überdenken, packt sie ihre Sachen und zieht für eine Nacht in das Hotel gegenüber der gemeinsamen Wohnung. Von hier aus beobachtet sie Richard, bis sich plötzlich eine Tür zum benachbarten Hotelzimmer öffnet, in dem sich ebenfalls Richard befindet – im Alter von 25 Jahren, als er Maria kennengelernt hat. Der junge Richard wirft ihr vor, grausam geworden zu sein. Beide schlafen nach kurzer Zeit dennoch miteinander.
Als Maria wieder erwacht, ist Richard verschwunden. Stattdessen befindet sich Irène Haffner im Raum, die Richard Maria immer als seine erste große Liebe präsentiert hat. Irène entpuppt sich als Richards Klavierlehrerin aus Schulzeiten, die mit dem kaum 14-Jährigen eine Affäre begann, nachdem er ihr seine Liebe gestanden hatte. Die Beziehung endete erst, als Richard 22 war und sich mit Maria verlobt hatte. Irène war zu der Zeit 40 und ist auch in dem Alter bei Maria im Hotelzimmer. Irène glaubt, dass Marias Wunsch, sich von ihrem Mann zu trennen, ihr nun die Chance gibt, mit Richard eine Zukunft zu beginnen. Irène begibt sich zu Richard, beide spielen Klavier wie damals und Irène schlägt ihm eine gemeinsame Zukunft vor, mit vier Kindern, wie Richard sie immer wollte. Der jedoch gibt ihr keine positive Antwort und Irène flieht aus der Wohnung.
Maria trifft unterdessen im Hotelzimmer auf ihre verstorbene Mutter, die ihr eine Liste ihrer Ehebrüche vorlegt; kurz darauf ist das Hotelzimmer mit allen Seitensprüngen Marias bevölkert. Maria bekennt, eine Ehebrecherin zu sein, dies jedoch nicht schlimm zu finden. Asdrubal erscheint, da er weiterhin mit Maria zusammen sein will. Als er Maria bedrängt, wieder mit ihm zusammenzukommen, geht der junge Richard dazwischen und wird von Asdrubal geschlagen. Maria wirft Asdrubal aus dem Hotelzimmer. Mit dem blutüberströmten Richard geht sie zu ihrer gemeinsamen Wohnung und trifft unterwegs die weinende Irène. Sie gehen zusammen fort, während Richard den jungen Richard verarztet und glaubt, einen von Marias Liebhabern vor sich zu haben.
Maria und Irène begeben sich zu Irènes Haus am Meer, wo die Irène der Gegenwart lebt. Die 60-jährige Irène bereut es nicht, keine Kinder gehabt zu haben, und berichtet ihrem jüngeren Ich, recht schnell über Richard hinweggekommen zu sein. Sie deutet an, inzwischen auf Frauen zu stehen. Irène versöhnt sich mit ihrem zukünftigen Ich, hatte sie zuvor ihre Zukunft doch eher schwarz gesehen. Am Ende landen beide Richards, Maria und die junge Irène in einer Bar, wo auch Marias Liebhaber auftauchen. Maria und Richard und der junge Richard und Irène tanzen miteinander, dann wechseln die Paare, doch Maria wendet sich vom jungen Richard ab. Am nächsten Morgen findet Maria beide Richards und Irène im benachbarten Hotelzimmer schlafend vor. Sie verschließt die Tür und verlässt das Hotel. Draußen trifft sie auf ihren Mann, der ihr anbietet, mit ihr zu frühstücken. Maria lehnt ab, da sie zur Universität muss. Er fragt sie, ob sie abends nach Hause kommen werde und sie bejaht, habe sie doch an diesem Abend frei.

## Produktion

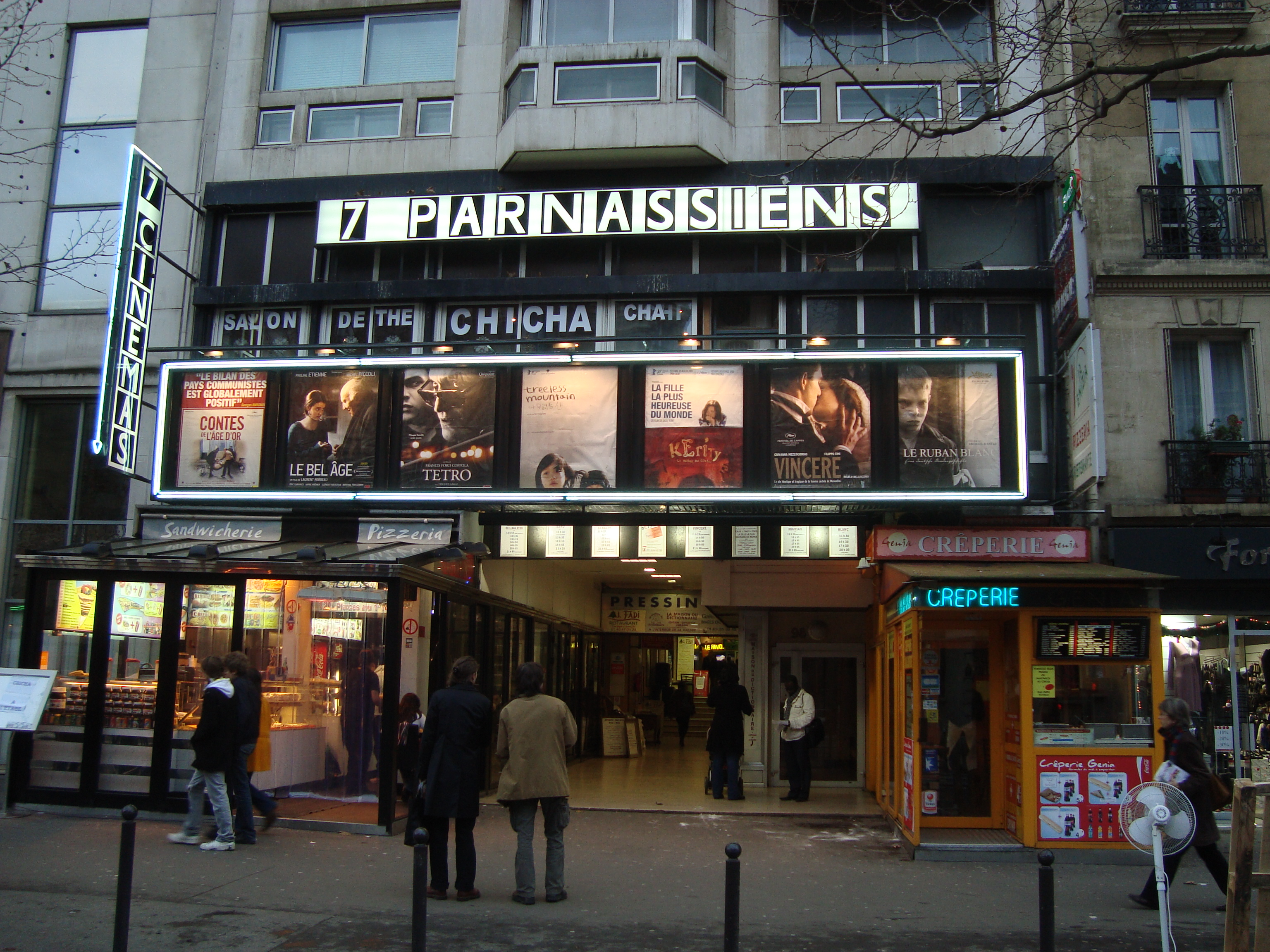
Die Wohnung von Marie und Richard liegt über dem Kino 7 Parnassien auf der Rue Delambre

Zimmer 212 – In einer magischen Nacht war die sechste Zusammenarbeit von Regisseur Christophe Honoré und Schauspielerin Chiara Mastroianni. Honoré hatte die Figur der Maria dabei speziell für Mastroianni geschrieben.
Der Film wurde vom 4. Februar bis 19. März 2019 gedreht. Der Arbeitstitel des Films lautete Musique de chambre; der finale Titel des Films Chambre 212 verweist wie die Hotelzimmernummer 212 auf Artikel 212 des Code civil: „Les époux se doivent mutuellement respect, fidélité, secours, assistance.“ („Die Ehepartner schulden sich gegenseitig Respekt, Treue, Hilfe und Unterstützung.“).
Die ersten fünf Wochen drehte das Team in einem Studio in Luxemburg, wo die Fassaden der Rue Delambre in Paris aufgebaut wurden. Es war das erste Mal, dass Christophe Honoré in einem Filmstudio drehte. Erst im März drehte man vor Ort in Paris: Zu sehen sind unter anderem die Bar Rosebud (Rue Delambre Nr. 11) und das Hotel Villa Modigliani (Nr. 13). Als Marias Hotel diente das Hôtel Lenox (Nr. 15); die Wohnung von Maria und Richard befindet sich auf der anderen Straßenseite, über dem Kino 7 Parnassiens (Nr. 16). Die Kostüme schuf Olivier Bériot, die Filmbauten stammen von Stéphane Taillasson.
Zentrale Lieder des Films sind Sonate f-Moll K.466 von Domenico Scarlatti – das Klavierstück, das Irène mit Richard spielt – sowie Could It Be Magic von Barry Manilow, das in der Bar Rosebud von Camille Cottin als junge Irène gesungen wird.
Zimmer 212 – In einer magischen Nacht erlebte am 19. Mai 2019 im Rahmen der Internationalen Filmfestspiele von Cannes seine Premiere, wo er im Rahmen der Sektion Un certain regard lief. Der Film kam am 9. Oktober 2019 in die französischen Kinos. In Deutschland wurde der Film erstmals am 28. September 2019 auf dem Filmfest Hamburg gezeigt. Der deutsche Kinostart erfolgte am 14. Oktober 2021.

## Rezeption
Das Lexikon des internationalen Films urteilte: „Eine als Traumspiel angelegte melancholische Komödie, die verspielt, aber nie trivial um das Bewusstsein der Vergänglichkeit und die Hoffnung auf den Fortbestand einer Liebe kreist. In seinen zahlreichen Bezügen auf die Kinogeschichte präsentiert sich der Film ebenso versiert wie im Einsatz von Kamera, Musik und Set-Design.“

## Auszeichnungen
Auf den Internationalen Filmfestspielen von Cannes 2019 wurde Chiara Mastroianni für ihre Darstellung der Maria mit dem Prix d’interprétation der Sektion Un certain regard ausgezeichnet. Christophe Honoré erhielt für Zimmer 212 – In einer magischen Nacht eine Nominierung für den Prix Un certain regard. Im Jahr 2020 wurde Chiara Mastroianni für Zimmer 212 – In einer magischen Nacht für einen César in der Kategorie Beste Hauptdarstellerin nominiert.